# 1872 في فرنسا
فيما يلي قوائم الأحداث التي وقعت خلال عام 1872 في فرنسا.

## ظهور
- 1 يناير – ثلاثة وتسعون رواية من تأليف فيكتور هوغو.
- 1 يناير – مغامرات ثلاثة رجال إنجليز وثلاثة روس في جنوب أفريقيا رواية من تأليف جول فيرن.

## كتب
من الكتب التي صدرت هذه السنة في فرنسا:
- 1 يناير – مغامرات ثلاثة رجال إنجليز وثلاثة روس في جنوب أفريقيا من تأليف جول فيرن.

## مواليد

### يناير
- 23 يناير – بول لانجفان

### مارس
- 26 مارس – إميل آرماند كاتب فرنسي.

### أبريل
- 9 أبريل – ليون بلوم سياسي فرنسي.

### مايو
- 10 مايو – مرسيل موس

### يوليو
- 1 يوليو – لويس بلايريو
- 24 يوليو – كريستيان غارنييه جغرافي فرنسي.

### أكتوبر
- 20 أكتوبر – موريس غاملان عسكري فرنسي.

### نوفمبر
- 6 نوفمبر – وليم مرسيه بروفيسور فرنسي.

## وفيات

### يناير
- 11 يناير – شارل كومب (مواليد 1801) مهندس فرنسي.

### أبريل
- 29 أبريل – جان ماري دوهاميل (مواليد 1797)

### مايو
- 23 مايو – جورج فرانسوا رويتر (مواليد 1805) عالم نبات فرنسي.

### أغسطس
- 5 أغسطس – تشارلز يوجين ديلوناي (مواليد 1816) عالم فلك فرنسي.
- 19 أغسطس – جان أنطوان أرتور غري (مواليد 1829) عالم نبات فرنسي.

### أكتوبر
- 21 أكتوبر – جاكيه بابنيه (مواليد 1794) فيزيائي فرنسي.
- 22 أكتوبر – تيوفيل غوتيه (مواليد 1811) كاتب فرنسي.

### نوفمبر
- 11 نوفمبر – فرانسوا كليمان سوفاج (مواليد 1814)